# Arrondissement di Ouanaminthe
L'arrondissement di Ouanaminthe è un arrondissement di Haiti facente parte del dipartimento del Nord-Est. Il capoluogo è Ouanaminthe.

## Geografia antropica

### Suddivisioni amministrative
L'arrondissement di Ouanaminthe comprende 3 comuni:
- Ouanaminthe
- Capotille
- Mont-Organisé